# Ouro Guéladjo
Ouro Guéladjo est un village et une commune rurale du Niger, du département de Say. Elle a pour chef-lieu Guéladjo.

## Géographie
La localité de Guéladjo est située sur la rive gauche du Gouroubi affluent du Niger à 40 km à l'ouest du chef-lieu départemental Say.
|           | Bitinkodji    | Youri |
| Torodi    | Ouro Guéladjo | Say   |
| Makalondi | Burkina Faso  | Tamou |

## Histoire
La ville est fondée dans la seconde moitié du XIXe siècle par les enfants de Mohamed Guéladio, originaire de Massina exilé après avoir été vaincu par les Toucouleurs. Le souverain de Say le convertit à l’islam et lui donna une petite domination sur Torodi. En 1854, Mohamed Guéladio est invité par Al-Hajj Omar à retourner à Massina, mais il meurt pendant le voyage. Les enfants de Mohamed Gueladcio restés à Say, fondent la ville d’Ouro Guélédjo, nommée en hommage à leur père.
La commune est instaurée en 2002.

## Population
Lors du recensement général de 2012, la population communale est relevée à 27 553 habitants, dont 1 927 habitants pour la localité chef-lieu. La commune est peuplée par les éthnies Fulbé et Gourmantché.

## Villages
La commune s'étend sur 56 villages et 25 hameaux. 

## Services et infrastructures
La commune abrite les services suivants :
- Collège d’Enseignement Général (CEG) à Guéladjo.
- Centre de Formation aux Métiers (CFM) à Guéladjo.
- Centre de Santé Intégré (CSI) à Guéladjo et Tientienga Fulbé.

## Économie
L’agriculture pluviale est pratiquée dans la commune.